# 十诫 (电视剧)
十诫（波蘭語：Dekalog；發音：[dɛˈkalɔk]）是波兰导演克日什托夫·凯希洛夫斯基执导的电视剧，于1989年上映。该系列片由导演本人和克日什托夫·皮尔斯维奇共同编剧，片中音乐由兹比涅夫·普莱斯纳谱写。这一系列电视剧包括十部时长接近一小时的电影，题材来源于基督教十誡。这些作品旨在探讨当代波兰人所面对的伦理问题。
这十部电视剧是凯希洛夫斯基最受人称赞的作品，被称之为「史上最好的电视剧情片」，同时也赢得了多个国际奖项，虽然这部作品直到90年代才传出欧洲。该系列剧的剧本于1991年出版，著名导演库布里克为此撰写了前言，给予了很高评价。

## 制作
虽然每一部都是独立的，但大多有着相同的背景（华沙的一处公共房屋），角色之间也相互认识。片中既有知名演员，也有无名之辈，有的在凯希洛夫斯基的其它影片中也扮演过角色。大部分剧集的情感基调都是忧郁悲伤的，这是凯希洛夫斯基作品的一大特征，除了最后一集，是一个类似于《三色之白》的黑色喜剧。
这十部剧最初是由克日什托夫·皮尔斯维奇构思的，他曾看到一个十五世纪描绘十诫的作品，因而想出了这个点子：一个现代版的十诫。凯希洛夫斯基对这一哲学难题很有兴趣，并想用这一系列剧描绘波兰社会的困境，同时有意避开他在早年电影中涉及的政治问题。他起初打算雇用十个导演，但最终还是决定亲自上阵。此外，这十部剧除了第三和第六集用了同一个摄影师，其余各集摄影师均不同。

## 主题
这十部作品都是简简单单以数字命名的（如《十诫之一》）。根据罗杰·埃伯特对DVD版的介绍，凯希洛夫斯基说这些电影并不与十诫一一对应，他本人也不给它们起名字。
毫无疑问，《十诫》的作品内涵可以用很多方式解读。但是每一部都有着各自的表面含义：
| 十诫原文 | 基督教的主题           | 凯希洛夫斯基的主题                            |
| --- | ---------------------- | --------------------------------------------- |
| 我是耶和華你的神……除了我以外，你不可有別的神。不可为自己雕刻偶像、也不可作什么形像……不可跪拜那些像、也不可事奉他。 | 上帝的神圣和对他的崇拜 | 生命的無常(信仰上的對立和宿命)                |
| 不可妄称耶和华 | 话语的神圣性           | 在抉擇之間,生命和誡條的衝突                   |
| 当记念安息日、守为圣日。                                                                                           | 时间的神圣性           | 时间名称（如节日、日/夜区分）作为意义的承载物 |
| 当尊敬父母。 | 权威的神圣性           | 家庭和社会关系对个人身份的影响。              |
| 不可杀人。 | 生命的神圣性           | 杀人和惩罚                                    |
| 不可奸淫。 | 爱的神圣性             | 爱和激情的本质，以及两者的关系                |
| 不可偷盗。 | 所属权的神圣性         | 占有作为人类的需要和诱惑                      |
| 不可作假见证陷害人。                                                                                               | 真理的神圣性           | 在邪恶之中寻求真理的种种困难                  |
| 不可贪恋人的妻子                                                                                                   | 满足的神圣性           | 性、嫉妒和忠诚                                |
| 毋贪他人财物。 | 满足的神圣性           | 贪欲和人际关系。                              |

## 各集简介
| 集数     | 主題     | 內容 | 演员                                                                   | 摄影                                  |
| -------- | -------- | --- | ---------------------------------------------------------------------- | ------------------------------------- |
| 十誡之一 | 生命無常 | 大學教授相信世事都可以透過科學計算，十歲的兒子受他影響下也愛上數學。一年冬天，兒子得到一對溜冰鞋，希望到居所附近結冰的湖面溜冰，大學教授搜集天氣數據資料，再透過科學計算，及後更親身到湖面觀察，向兒子表示湖面的冰層遠遠足夠承受人的重量。豈料第二天兒子與友人到湖面溜冰時，湖面冰層裂開，兒子及友人跌入湖底死亡。 | 昂里克・巴兰诺斯基 胡契克·卡勒塔 玛雅·歌摩劳斯嘉                       | 威斯洛·多特（Wieslaw Zdort）          |
| 十诫之二 | 進退維谷 | 婦人不斷詢問老醫生，患上重病的丈夫能否康復。原來婦人多年來不育，後來丈夫患上重病時，而婦人卻交上情夫，懷了情夫的骨肉。婦人愛丈夫，若丈夫能康復會墜胎；但婦人亦想有兒女，若丈夫病逝就決定將胎兒誕下。老醫生對婦人丈夫病情的判斷，直接影響婦人的決定。                                                               | 克莉丝汀娜.袁妲 阿莱克桑德·巴迪尼 奥尔盖尔德·武卡谢维奇                | 爱德华·克洛辛斯基（Edward Klosinski） |
| 十诫之三 | 黑夜漫遊 | 平安夜，失婚婦人來到已婚舊情人的家門前，謊稱丈夫失蹤了。舊情人留下妻兒在家，整個平安夜晚上與失婚婦人尋找她的丈夫。到了翌日早上七時，失婚婦人終向舊情人承認丈夫已離開她三年，佳節當前她情緒低落，希望得到舊情人的陪伴才謊稱丈夫失蹤。                                                                               | 达尼尔·奥勒布里斯基 玛丽亚·帕库尔尼斯 约安娜·什切普科夫斯卡            | 彼得·索博钦斯基（Piotr Sobociński）   |
| 十诫之四 | 父女迷情 | 女兒發現父親收藏已死母親給自己的信，但信封面寫箸要父親死後女兒才能閱讀。女兒趁父親出差時取走此信，好奇心令她想立即開啟此信，但她亦想到自己對父親有一種有別於父女的情感。女兒決定不開啟此信，反而偽冒母親手筆偽託此信，信中稱自己並非父親的親生女兒，並拿信向父親對質。而父女之間的關係，亦因此而變得撲朔迷離！     | 阿德里安娜·别真斯卡 雅努什・加若 亚当·霍努基维奇（Adam Hanuszkiewicz） | 克里斯多夫·帕库尔斯基                 |
| 十诫之五 | 殺人短片 | 從鄉村來到城市的青年人，殺害了的士司機，被判處死判。年輕的辯護律師，經歷過整個審訊及行刑過程，亦聽了青年死囚最後的遺言。律師質疑，為何殺人是犯罪，法律卻容許以死刑去殺人? | 米罗史洛·巴卡 扬·泰萨日 克里斯多夫·古罗比斯基                          | 斯拉沃米尔·埃迪扎克                   |
| 十诫之六 | 愛情短片 | 年青內向的郵局工作員，迷戀住在隔鄰大廈的女畫家，每晚都利用望遠鏡偷窺女畫家的一舉一動。後來女畫家發現青年對她的偷窺行為，反而引誘青年與她進行性行為。沒有性經驗的青年早洩，感到受辱，最終割脈自殺。青年最後獲救，再沒有接觸女畫家，女畫家反而十分內疚，反過來用望遠鏡希望偷窺到青年的情況。                         | 欧拉夫·鲁巴斯赞科 格拉奇娜・斯扎普洛斯卡                               | 维托尔德·阿达梅克                     |
| 十诫之七 | 真假母親 | 一向循規蹈矩的少女十六歲時與男老師有染，誕下一女。少女的母親為女兒前途，對外稱自己的外孫女是自己所生，少女的女兒則變成了她的妹妹，但少女一直认为母親奪去自己的女兒，及搶走了她當母親的位份。六年後，少女帶着自己的女兒，離家出走。                                                                                 | 安娜·波洛内 玛雅·巴罗克斯卡（Maja Barelkowska）                        | 戴鲁兹·库克（Dariusz Kuc）            |
| 十诫之八 | 心靈之罪 | 1943年，華沙有人要求一對信奉天主教的波蘭夫婦成為一猶太女孩的教父母，使女孩成為天主教徒而免被送往納粹集中營，但該對天主教徒夫婦以不可作假見證為由，拒絕成為女孩的教父母。四十多年後，當年僥倖生存的猶太女子來到華沙，向當年拒絕成為她教母的大學教授，講述當年的故事。                                               | 特蕾莎·玛索丝嘉 玛利亚·高茜奥歌丝嘉（Maria Koscialkowska）             | 安德烈·谢洛斯维兹                     |
| 十诫之九 | 婚姻之鎖 | 丈夫被診斷為性無能，妻子雖表示會與丈夫長相廝守，惟妻子卻為了滿足性慾，另與年輕男子發展一段有性無愛的關係。妻子感內疚決定中止情慾關係，卻被丈夫發現。妻子希望與丈夫重建婚姻關係，但丈夫始終懷疑妻子私會情郎。 | 艾娃·布拉斯科奇（Ewa Blasczyk） 彼得·马哈利察 扬·扬科夫斯基            | 彼得·索博钦斯基                       |
| 十诫之十 | 遺產風波 | 老爸死了，兄弟二人發現看似一貧如洗的老爸，竟遺下大量價值連城的郵票。二人尚未想到如何處理老爸的「遺產」時，老爸舊宅竟被盗窃，所有郵票被盜走，兄弟同時懷疑是對方所為。最後，他們知道原來早已墜入旁人的圈套中，只能當遺產夢終於有醒來的一刻。                                                                         | 杰吉・斯图尔 伊比格尼埃夫・扎马霍夫斯基                                | 亚切克·布劳伍特（Jacek Blawut）       |

此外，阿图尔・巴奇斯饰演了一个无名角色，可能是一个超自然的人物。在各集的关键时刻，他往往在一旁观察主角的动作。除第七和第十集，这个角色都出现了。
| 集数     | 阿图尔・巴奇斯的角色                                                             |
| -------- | -------------------------------------------------------------------------------- |
| 十诫之一 | 一个无家可归的男子，在河边靠近篝火。                                             |
| 十诫之二 | 一个医院清洁工                                                                   |
| 十诫之三 | 一个电车司机                                                                     |
| 十诫之四 | 一个划船的男子，但随后又背起了那条船。                                           |
| 十诫之五 | 拿着测量杆的建筑工人，随后又成为了另一个背着梯子的工人                           |
| 十诫之六 | 背着杂货包的男子                                                                 |
| 十诫之七 | 没有出现（本来要出现在火车站，但是导演在这集中遇到了技术问题，最终没能让他出现） |
| 十诫之八 | 大学学生                                                                         |
| 十诫之九 | 骑自行车的男子                                                                   |
| 十诫之十 | 没有出现                                                                         |

牛奶是各集中常见的象征元素。
| 集数     | 牛奶的出现情况                                                                                           |
| -------- | --- |
| 十诫之一 | 牛奶是酸的                                                                                               |
| 十诫之二 | 医生几乎永远带着牛奶                                                                                     |
| 十诫之四 | 影片最后，麦克要去买牛奶                                                                                 |
| 十诫之六 | 男主角送牛奶，女主角把它洒了。                                                                           |
| 十诫之七 | 艾娃（Ewa）想用母乳餵養安妮亚（Ania），不用牛奶。男主角告诉梅卡（Majka），安妮亚需要一个给她喂牛奶的家。 |
| 十诫之九 | 罗曼（Roman）在看孩子玩的时候把牛奶洒了。                                                                |

## 评价
《十诫》得到了多方的赞誉，包括电影界的许多重要人士，例如大导演斯坦利·库布里克。他这样评论该片的剧本写作：
我一直不愿意说某位电影人的作品具有某个特质，因为这无可避免地简化了作品本身。但对这部凯希洛夫斯基和克日什托夫·皮尔斯维奇的剧本，这么评论理应是合适的：他们的确具有一种很罕见的能力，能戏剧化地表达他们的观念，而不是简单地谈论它们。他们用戏剧化的情节呈现观点，并得到了一种新的能力，使得观众自己去探索情节内涵，而不是直截告诉他们。他们用如此炫目的技巧做到了这一点，你永远不能看出他们的观点，直到这些观念已如此深刻地直达你的内心。
在烂番茄网站，基于28篇评论，该片得到了100%评分。这一系列剧也得到了很多知名电影批评家的赞誉，包括罗杰·埃伯特和罗伯特·弗尔德。
2002年，《视与听》电影杂志投票推选史上最佳影片。《十诫》和《杀人短片》获得了来自四位评论家和两位导演的投票，包括罗杰·埃伯特，纽约评论人大卫·丹比和导演米拉·奈兒。此外，在同年举行的过去25年最佳影片的评选中，凯希洛夫斯基在「顶尖导演」中位列第二。2012年的评选中，《十诫》再次获得6位评论家的投票，位居所有影片的283名。
同年，该片也被國家影評人協會列入一百部「重要影片」。2010年，帝国杂志也将该片列入「世界影史百部最佳」，排在第三十六位。

## 长片
凯希洛夫斯基将《十诫》的第五和第六部扩展，成为了两部长片，分别是《杀人短片》和《爱情短片》。导演使用了原班人马，并只是少许改变了原先的情节。这是导演与制片商之间的合同约定，因为长片更容易传出波兰，扩大影响和收入。2000年，《十诫》做成了5张DVD发行，每一张包含两集，共两小时。